# Костадин Сиджимков
Костадин Г. Сиджимков е български политик от БКП, кмет на Дупница.

## Биография
Костадин Сиджимков е роден през 1941 година в дупнишкото село Стоб. Член е на БКП и става председател на временната управа с помощник Димитър Чавдаров и секретар Борис Бибев. Поддържат административните функции на общината и подготвят предстоящите избори.